# Lady Georgie
Georgie! (ジョージィ!, Jōjī!) é uma série de mangá, escrita por Mann Izawa e ilustrada por Yumiko Igarashi. Começou a ser serializada em 1982 pela revista Shōjo Comic. A série foi adaptada em anime para TV em 1983, com o título de Lady Georgie (レディジョージィ, Redi Jōjī), pela Tokyo Movie Shinsha, que originalmente foi ao ar na TV Asahi com um total de 45 episódios.
Em Portugal a série estreou em 1991 pela RTP2 sob o título de Joaninha com dobragem portuguesa.

## Enredo
Georgie (Joaninha na dobragem portuguesa) vive na Austrália.  Ela é acusada pela morte de seu pai. Ele amava-a muito, e seus irmãos também. Nota-se que sobre a família dela era que todos eles tinham cabelos castanhos, mas ela era loira. A mãe não gostava dela vivendo como um membro da família. Eventualmente, ela deu a notícia que Georgie não era parte da família; que ela foi adotada. A pulseira de ouro é a sua única pista para o passado. Ela também ganha informações de que seus pais biológicos, são britânicos. Seus irmãos (Abel e Arthur) vão com ela para Londres para descobrir seu passado. Ambos os irmãos parecem amá-la, com uma mistura de sentimentos sobre ela ser sua irmã adotiva. Georgie também tem outro objetivo: em encontrar seu amor perdido, Lowell, que havia deixado a Austrália. Junto com seus irmãos, Georgie experimenta tanto a bondade e a crueldade do mundo real em Londres na Inglaterra.
A história avança com a busca de sua verdadeira família, juntamente com o triângulo amoroso que se desenvolve entre ela e seus irmãos adotivos e Lowell.

## Anime

### Elenco
- Georgie: Yuriko Yamamoto
- Arthur: Reiko Kitō (Criança) Isao Nagahisa (Adulto)
- Abel: Eiko Yamada (Criança) Hideyuki Hori (Adulto)
- Kevin: Kyōsuke Maki
- Mãe: Miyuki Ueda
- Nobre (Lowell J. Grey): Yūji Mitsuya
- Narrador: Yasuko Endō

### Temas
- Abertura: Wasurerareta Message (忘れられたメッセージ, Wasurerareta Messēji) (Letras: Kazuya Senke, composição: Takeo Watanabe, arranjo: Nozomi Aoki, performance: Yuriko Yamamoto)
- Encerramento: Yasashisa o Arigatō (やさしさをありがとう) (Letras: Mann Izawa, composição: Takeo Watanabe, arranjo: Nozomi Aoki, performance: Yuriko Yamamoto)

### Canções insertas
- Ai no Bracelet (愛のブレスレット, Ai no Buresuretto) (Letras: Kazuya Senke, composição: Takeo Watanabe, arranjo: Nozomi Aoki, performance: Yuriko Yamamoto)
- Ashita no Meguri Ai (あしたのめぐり逢い) (Letras: Toyohisa Araki, composição: Takeo Watanabe, arranjo: Nozomi Aoki, performance: Yuriko Yamamoto)
- Boomerang (ブーメラン, Būmeran) (Letras: Kouichi Hino, composição: Takeo Watanabe, arranjo: Takeo Watanabe, performance: Yuriko Yamamoto)
- Otōsan no Komori Uta (父さんの子守歌) (Letras: Mann Izawa, composição: Takeo Watanabe, arranjo: Nozomi Aoki, performance: Yuriko Yamamoto)